# Geschichte der Juden in Russland
Die Geschichte der Juden in Russland beschreibt jüdisches Leben in der Kiewer Rus, dem Zarenreich, der Sowjetunion und dem heutigen Russland.

## Geschichte bis 1772

### Antike
Traditionen und Legenden verbinden die Ankunft von Juden in Armenien und Georgien mit den zehn verlorenen Stämmen (um 722 v. Chr.) oder auch mit dem babylonischen Exil (586 v. Chr.). Gesicherte Angaben über eine jüdische Besiedlung in dieser Region stammen aus der hellenistischen Periode (siehe Georgische Juden). Ruinen, Aufzeichnungen und Grabinschriften bezeugen die Präsenz bedeutender jüdischer Gemeinden in den griechischen Kolonien am Schwarzen Meer, wie zum Beispiel Chersones bei Sewastopol und Pantikapaion an der Stelle des heutigen Kertsch (siehe Krimtschaken und Karäer), zunächst jedoch nicht in den eigentlichen Regionen des heutigen Russland.
Infolge von Religionsverfolgungen im Byzantinischen Reich flüchteten zahlreiche Juden in diese Gemeinden. Zur Zeit der Römisch-Persischen Kriege im 7. Jahrhundert emigrierten zahlreiche Juden in den Kaukasus und erhielten den Kontakt mit den Zentren der jüdischen Gelehrsamkeit in Babylonien und im Perserreich aufrecht (siehe Bergjuden). Seit dem Frühmittelalter bereisten jüdische Händler die Städte an der Seidenstraße (siehe Bucharische Juden) und gelangten bis Indien und China. Sie handelten mit Sklaven, Textilien, Pelzen, Gewürzen und Waffen. In der hebräischen Literatur des Mittelalters wird diese Region als Erez Kena'an (Land Kanaan) bezeichnet.
Das Königreich der Chasaren wird in der alten russischen Literatur als „Land der Juden“ bezeichnet, doch die Annahme des Judentums durch die chasarische Oberschicht dürfte nicht vor 740 erfolgt sein. Die mittelalterliche russische Epik berichtet von Feldzügen russischer Helden gegen jüdische Krieger. Die Vorteile eines Übertritts der Chasaren zum Judentum könnten in einer möglichen Allianz mit schon vorhandenen größeren jüdischen Bevölkerungsgruppen in der Region gelegen haben.

### Kiewer Rus
In Kiew, zur Zeit der Kiewer Rus, lebten Juden unter fürstlichem Schutz, und in alten russischen Quellen wird das „Tor der Juden“ in Kiew erwähnt. Als die Kiewer sich gegen Wladimir Monomach erhoben, griffen sie auch die Häuser der Juden an. In der frühen russischen religiösen Literatur haben sich Auszüge aus Disputationen zwischen Mönchen, christlichem Klerus und Juden erhalten. Es gab damals auch jüdische Gemeinden in Tschernihiw und Wolodymyr. Die Kiewer Juden berieten sich mit ihren Glaubensgenossen in Babylonien und Westeuropa über religiöse Fragen. Aus dem 12. Jahrhundert wird Rabbiner Moses aus Kiew erwähnt, der mit Rabbenu Tam und mit dem Gaon Samuel ben Ali aus Bagdad korrespondierte.
Die mongolische Invasion in Russland unter Batu Khan im Jahre 1237 und die darauffolgende mongolische Herrschaft brachte den russischen Juden viel Leid. In der Folge entwickelte sich eine zahlreiche Gemeinde – sowohl Rabbaniten (Anhänger der rabbinischen Richtung) als auch Karäer – in Feodossija auf der Krim und in umliegenden Orten. Sie standen zunächst unter der christlichen Herrschaft der Genuesen (1260–1475) und später unter dem islamischen Khanat der Krim.
Seit dem frühen 14. Jahrhundert gewann Litauen die Kontrolle über weite Teile des westlichen Russlands.

### Großfürstentum Moskau
Im Großfürstentum Moskau, dem Kerngebiet des künftigen Russischen Reiches, waren Juden nicht geduldet. Diese feindliche Einstellung gegenüber Juden stand im Zusammenhang mit der allgemeinen Feindlichkeit gegenüber Fremden, die als Häretiker und Agenten im Dienste feindlicher Staaten angesehen wurden. Als Zar Iwan IV. nach der erfolgreichen Verteidigung von Pskow im Jahre 1582 die Stadt Pskow für einige Zeit seinem Gebiet einverleiben konnte, befahl er, alle Juden, die den Übertritt zum Christentum verweigerten, im Fluss zu ertränken.

### Zarenreich Russland
In den folgenden zwei Jahrhunderten wurde russisches Gebiet von jüdischen Händlern aus Polen-Litauen entweder im Besitz einer Bewilligung oder illegal betreten, wobei sie sich ab und zu in Grenzorten niederließen. Zu Beginn des 19. Jahrhunderts gab es kleine jüdische Gemeinden in der Gegend von Smolensk. 1738 wurde der Jude Baruch ben Leib verhaftet und beschuldigt, den Offizier Alexander Wosnizyn zum Judentum bekehrt zu haben. Beide wurden in Sankt Petersburg auf dem Scheiterhaufen verbrannt. 1742 befahl Kaiserin Elisabeth Petrowna die Vertreibung der wenigen in ihrem Reich lebenden Juden. Als der Senat versuchte, ihren Ausschaffungsbefehl zu widerrufen und darauf hinwies, dass der Handel in Russland und der Staat dadurch in Mitleidenschaft gezogen würden, entgegnete die Kaiserin: „Ich will keinen Nutzen von den Feinden Christi.“
Zu Beginn der Herrschaft von Katharina II. stellte sich erneut die Frage, ob Juden zu Handelszwecken der Eintritt ins Land gestattet werden sollte. Die Kaiserin war im Prinzip der Aufnahme von Juden günstig gesinnt, musste jedoch ihre Entscheidung im Lichte der negativen öffentlichen Meinung rückgängig machen. Auf der Krim und an der Schwarzmeerküste, die 1768 im Laufe des 5. Russischen Türkenkrieges von den Türken erobert wurden, übten die Behörden keinerlei Zwangsmaßnahmen gegen die dort lebenden Juden aus und ermöglichten sogar stillschweigend die Ansiedlung neuer Gemeinden. Infolge der drei polnischen Teilungen erhielt jedoch die Frage der Anwesenheit von Juden auf russischem Boden eine unerwartete Wendung, als ab 1772 Hunderttausende von Juden mit einem Schlag zu Untertanen des russischen Reiches wurden.

## Russisches Kaiserreich: Erste Phase (1772–1881)

Lage des Ansiedlungsrayons

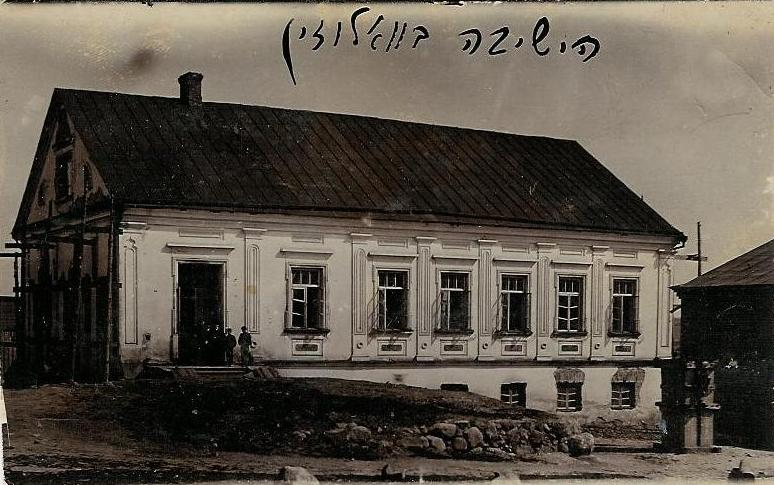
Photographie der Jeschiwa von Waloschyn aus dem 19. Jhd.

Die Juden, welche in den von Russland eroberten Gebieten wohnten („Westliche Region“ und „Weichselland“ gemäß der russischen Verwaltungsbezeichnung), waren eine gesonderte soziale Gruppe. Wie in Polen-Litauen bildeten sie im Wesentlichen den Mittelstand zwischen der Aristokratie und den Großgrundbesitzern einerseits und den Massen der seit Ende 15. Jahrhundert–Anfang 17. Jahrhundert zunehmend leibeigenen Bauern andererseits. Viele Juden waren als Pächter von Dörfern, Mühlen, Wäldern und Gasthöfen tätig oder auch als Händler und Hausierer. Es gab auch Handwerker, die für Grundbesitzer und Bauern arbeiteten. Es wird geschätzt, dass zu Beginn des 19. Jahrhunderts je 30 % der russischen Juden im Gastgewerbe und im Handel arbeiteten, 15 % als Handwerker und 21 % keine feste Beschäftigung hatten. Die restlichen 4 % waren im religiösen Bereich und in der Landwirtschaft tätig.
Die wirtschaftliche Situation der Juden verschlechterte sich mehr und mehr, als ihr Recht auf Niederlassung auf den Ansiedlungsrayon im Westen Russlands beschränkt wurde. Der schnelle Bevölkerungszuwachs und die daraus folgende Proletarisierung trugen ebenfalls zur Verarmung bei. Die Autonomie der jüdischen Gemeinden wurde zunächst von der Regierung anerkannt. Das jüdische Erziehungssystem, aufgebaut auf Cheder und Talmudhochschulen, wurde beibehalten.
Die Gemeinden im Westen Russlands, die zu Ende des 18. Jahrhunderts unter russische Herrschaft gerieten, waren schwer verschuldet. Neben den allgemeinen wirtschaftlichen Problemen erwiesen sich Sondersteuern, wie die Fleischsteuer (russ. „Korobka“) für den Verzehr von koscherem Fleisch und die Kerzensteuer für rituell vorgeschriebene Kerzen am Sabbat und an Feiertagen, für Mittellose als schwere Last. Viele Juden verließen die Kleinstädte und siedelten sich in Dörfern oder auf den Gütern von Adligen an. Hinzu kam der Konflikt zwischen Chassidim und ihren Gegnern, den Mitnagdim, in den die russische Regierung hineingezogen wurde. Nach Beschwerden und Verleumdungen wurde der chassidische Rabbiner Schneur Salman 1798 verhaftet und nach St. Petersburg zum Verhör gebracht. Die zahlreichen „Höfe“ der Chassidim, darunter diejenigen der Chabad-Bewegung, und die Jeschiwot der Mitnagdim, d. h. der Anhänger des Gaons von Wilna, mit Schwerpunkt in Woloschin, bildeten gemeinsam eine besonders ausgeprägte Form der jüdischen Kultur.
Unmittelbar nach der Eroberung der polnischen Gebiete begann die russische Regierung, die Frage, wie man mit den dort lebenden Juden verfahren sollte, als Judenfrage anzusehen, und plante dieses Problem entweder durch Assimilation in die russische Gesellschaft oder durch Ausweisung zu lösen. In den ersten 50 Jahren unter russischer Herrschaft wurden zunächst die Regelungen für Juden beibehalten, die unter polnischer Herrschaft gegolten hatten. Ein Dekret aus dem Jahre 1791 bestätigte das Recht der Juden auf Niederlassung in den von Polen eroberten Gebieten und gestattete ihre Ansiedlung in den unbewohnten Steppen der Schwarzmeerküste, die am Ende des 18. Jahrhunderts von den Türken erobert worden waren, sowie in den Gouvernements Tschernigow und Poltawa rechts des Dnepr. So entstand der Ansiedlungsrayon, der seine abschließende Form mit der Eroberung von Bessarabien im Jahre 1812 und der Bildung von Kongresspolen 1815 erhielt. Er erstreckte sich von der Ostsee bis zum Schwarzen Meer und umfasste 25 Gouvernements, wobei die Juden ein Neuntel der Gesamtbevölkerung ausmachten. Die Ansiedlung von Juden wurde auch in Kurland und im Verlauf des 19. Jahrhunderts im Kaukasus und im russischen Zentralasien gestattet.
Das erste Jüdische Statut wurde 1804 erlassen. Es gestattete die Aufnahme von Juden in sämtliche Grund-, Mittel- und Hochschulen in Russland und erlaubte auch die Errichtung von jüdischen Schulen, solange die Unterrichtssprache Russisch, Polnisch oder Deutsch war. Im selben Statut wurde die Niederlassung von Juden und ihre Tätigkeit als Pächter in Dörfern sowie der Ausschank von alkoholischen Getränken an Bauern verboten. Damit sahen sich Tausende von jüdischen Familien ihrer Lebensgrundlage beraubt. Die Ausweisung aus den Dörfern wurde für einige Jahre aufgeschoben, 1822 in den belarussischen Dörfern jedoch systematisch durchgeführt.

### Nikolaus I.
Die Regierungszeit von Nikolaus I. bildet in der Geschichte des russischen Judentums ein dunkles Kapitel. Der Zar suchte die „Judenfrage“ durch Zwang und Unterdrückung zu lösen. 1827 führte er das Kantonistensystem ein, das die aufgezwungene Aushebung jüdischer Jugendlicher zwischen 12 und 25 Jahren in die russische Armee vorsah. Unter 18-Jährige wurden auf besondere Militärschulen geschickt, die auch von Soldatensöhnen besucht wurden. Dieses Gesetz war für die litauischen und ukrainischen Gemeinden ein schwerer Schlag; auf die Bevölkerung der „polnischen“ Provinzen wurde es nicht angewandt. Da der jahrelange Militärdienst verhasst war, waren die für die Musterung Verantwortlichen gezwungen, Presser (jiddisch Chapper) einzustellen, um die Jugendlichen aufzugreifen. Die Wehrpflicht der russischen Juden brachte ihnen in anderen Bereichen keine Erleichterungen. Sie wurden weiterhin aus den Dörfern sowie aus Kiew ausgewiesen, und 1843 wurden neue jüdische Ansiedlungen in einer Distanz von 50 Werst zur russischen Grenze untersagt. Andererseits förderte die Regierung landwirtschaftliche jüdische Ansiedlungen und befreite Landwirte von der Wehrpflicht. In Südrussland und weiteren Gebieten des Ansiedlungsrayons entstanden zahlreiche jüdische Siedlungen auf Ländereien in Staats- und Privatbesitz.
In den 1840er Jahren begann sich die Regierung mit der Erziehungsfrage zu befassen. Da die Juden von der 1804 im Jüdischen Statut angebotenen Möglichkeit der Ausbildung in allgemeinen Schulen keinen Gebrauch gemacht hatten, beschloss die Regierung den Aufbau von besonderen Schulen. Diese Schulen sollten durch eine Sondersteuer („Kerzensteuer“) finanziert werden, welche die Juden zu bezahlen hatten. Als einleitende Maßnahme sandte die Regierung Max Lilienthal, einen deutschen Rabbiner und Direktor der Jüdischen Schule in Riga, auf eine Erkundungsreise durch den Ansiedlungsrayon. 1844 wurde in einem Erlass die Errichtung dieser Schulen angeordnet, deren Lehrer sowohl Christen als auch Juden sein sollten. Als Lilienthal erkannte, dass die wahre Absicht der Regierung darin bestand, die jüdischen Schüler dem Christentum nahezubringen und ihre schädlichen, vom Talmud beeinflussten Glaubensvorstellungen auszurotten, wie in geheimen Zusatzanweisungen vermerkt war, floh er aus Russland. Ein Netzwerk von Schulen wurde von der Regierung errichtet, deren Lehrer aus Anhängern der jüdischen Aufklärung bestanden und vom Rabbinerseminar in Vilnius und dem Rabbinerseminar Schytomyr geleitet wurden.
Die nächste Phase des Programms von Nikolaus I. war die Einteilung der Juden in zwei Gruppen: „Nützliche“ und „Nutzlose“. Zu den „Nützlichen“ gehörten wohlhabende Kaufleute, Handwerker und Landwirte. Die restliche jüdische Bevölkerung, Kleinhändler und Mittellose galten als „nutzlos“ und sahen sich von der zwangsweisen Einziehung in die Armee bedroht, wo sie eine handwerkliche oder landwirtschaftliche Ausbildung erhalten sollten. Dieses Projekt stieß auf Ablehnung russischer Politiker und führte zu Interventionen westeuropäischer Juden. 1846 reiste Moses Montefiore zu diesem Zweck von England nach Russland. Der Befehl zur Klassifizierung der Juden in diese Kategorien wurde 1851 ausgestellt. Durch den Krimkrieg wurde zwar die Anwendung verzögert, die Quoten für die zwangsweise militärische Aushebung jedoch ums Dreifache vergrößert.

### Alexander II.
Die Regierungszeit von Alexander II. war durch bedeutende Regierungsreformen gekennzeichnet, deren wichtigste die Aufhebung der Leibeigenschaft der russischen Bauern im Jahre 1861 war. Gegenüber den Juden verfolgte Alexander II. zwar ebenfalls das Ziel ihrer Assimilation in die russische Gesellschaft, hob jedoch nur einige der härtesten Beschlüsse seines Vaters (darunter auch das Kantonistensystem) auf und verlieh einigen ausgewählten Gruppen von „nützlichen“ Juden das Recht zur Niederlassung in ganz Russland. Dazu zählten wohlhabende Kaufleute (1859), Universitätsabsolventen (1861), diplomierte Handwerker (1865) sowie medizinisches Personal einschließlich Krankenschwestern und Hebammen. Die jüdischen Gemeinden außerhalb des Ansiedlungsrayons, besonders in St. Petersburg und Moskau, breiteten sich schnell aus und begannen einen bedeutenden Einfluss auf das russische Judentum auszuüben.
1874 wurde in Russland eine allgemeine vierjährige Wehrpflicht eingeführt. Da jüdische Jugendliche mit einem russischen Sekundarschulabschluss Erleichterungen erhielten, besuchten zahlreiche Juden russische Schulen. Hingegen konnten Juden nicht zu Offizieren befördert werden. Im April 1880 gründeten fünf Philanthropen, gestützt auf ein Edikt von Zar Alexander II., die spätere internationale Organisation ORT als wohltätige „Gesellschaft für handwerkliche und landwirtschaftliche Arbeit“, zur Förderung der Berufsausbildung von Juden in Russland. Bis zur Oktoberrevolution 1917 bestand ORT nur im Russischen Reich.
Die Teilnahme zahlreicher Juden am Aufbau des wirtschaftlichen, politischen und kulturellen Lebens – wie der Musiker Anton Rubinstein, der Bildhauer Mark Antokolski und der Maler Isaak Lewitan – führte in der russischen Öffentlichkeit sofort zu scharfen Reaktionen. Zu den führenden Gegnern des Judentums gehörten bedeutende Vertreter der slawophilen Bewegung wie Konstantin Aksakow und Fjodor Dostojewski. Die Juden wurden beschuldigt, einen „Staat im Staat“ zu errichten und die russischen Massen auszubeuten; auch die Ritualmordlegende, die 1817 von Alexander I. gesetzlich verboten worden war, wurde 1878 wieder in Rang und Geltung gesetzt. Das Hauptargument der Hassprediger war jedoch, die Juden seien fremde Eindringlinge im russischen Leben, die wirtschaftliche und kulturelle Positionen unter ihre Kontrolle brächten und einen zersetzenden Einfluss hätten. In vielen Zeitungen, darunter der führenden Nowoje wremja („Neue Zeit“), erschienen agitatorische Artikel. Die antijüdische Bewegung gewann besonders nach dem Balkankrieg von 1877 bis 1878, der in ganz Russland zu einem Anwachsen des slawophilen Nationalismus führte, neu an Bedeutung.

### Haskala in Russland
Seit der Mitte des 19. Jahrhunderts gewann die jüdische Aufklärungsbewegung Haskala im russischen Judentum an Einfluss. Sie manifestierte sich zunächst in verschiedenen Großstädten (Odessa, Warschau und Riga). Innerhalb der Bewegung gab es verschiedenste Strömungen: die Polen mosaischen Glaubens sowie nihilistische und sozialistische Zirkel in Russland setzten sich für weitestgehende Assimilation ein, während andere, darunter Peretz Smolenskin, auf der Suche nach einer nationalen jüdischen Identität waren. Wortführer der Haskala in Russland war der Schriftsteller Isaak Bär Levinsohn. Weitere führende russische Maskilim (Anhänger der Haskala) waren Abraham Mapu, Begründer des modernen hebräischen Romans, und der Dichter Jehuda Leib Gordon (1830–1892). Die Maskilim standen zunächst der jiddischen Sprache ablehnend gegenüber und wollten sie durch Russisch ersetzen, doch einige unter ihnen, wie Mendele Moicher Sforim, schufen später eine bedeutende weltliche jiddische Literatur.
Baulicher Ausdruck der neuen Ideen waren die ab Mitte des 19. Jahrhunderts und verstärkt ab den 1880er Jahren gebauten Choral-Synagogen.

## Russisches Kaiserreich: Zweite Phase (1881–1917)

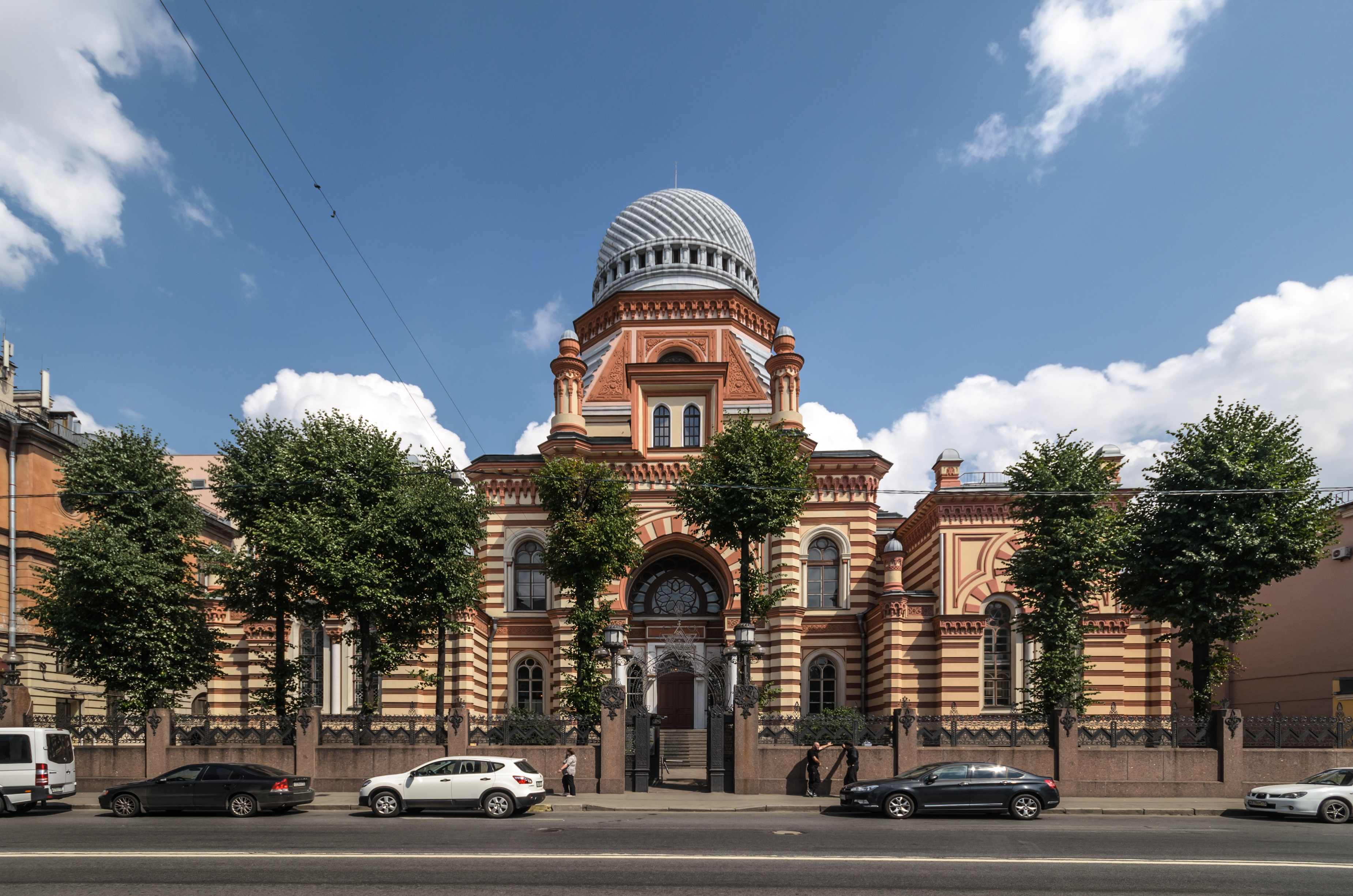
Die Große Choral-Synagoge in St. Petersburg wurde 1893 eingeweiht.

### Alexander III.
In der Geschichte der russischen Juden war das Jahr 1881 ein Wendepunkt. Die Ermordung des Zaren Alexander II. am 13. März 1881 durch Angehörige der Untergrundorganisation Narodnaja Wolja (Volkswille) stürzte Russland in Verwirrung und verschiedene revolutionäre Gruppierungen riefen die Bevölkerung zur Rebellion auf. Insbesondere 1881/82, vereinzelt noch bis 1884, kam es zu gewalttätigen Übergriffen auf jüdische Bürger (Pogrome). Jüdische Wohnhäuser, Geschäfte und vor allem Wirtshäuser wurden geplündert. Es kam zu Vergewaltigungen und Morden, deren Zahl nur zu schätzen ist. Irwin Michael Aronson geht allein für 1881 von 40 Todesopfern und 225 Vergewaltigungen aus. Nach Aronsons Untersuchungen waren die Pogrome von 1881 bis 1884, entgegen vorherrschender Meinung, von der zaristischen Staatsmacht weder initiiert noch gewollt. Vielmehr war die Regierung äußerst beunruhigt, denn sie verstand die Vorkommnisse als Teil des revolutionären Plans. Das schließt die Duldung oder Mitwirkung einzelner lokaler Behörden nicht aus. Zentrum der Pogrome waren Städte im südlichen Russland und insbesondere das Gouvernement Cherson: 1881 in Jelisawetgrad und Kiew, 1882 in Balta, 1883 in Jekaterinoslaw, Krywyj Rih, Nowomoskowsk und 1884 in Nischni Nowgorod.
Die Tatsache, dass die russische Intelligenzija den Aufrührern Gleichgültigkeit oder auch Sympathie entgegenbrachte, schockierte zahlreiche Juden, besonders die Maskilim. Unter dem neuen Zaren Alexander III. wurden Provinzkommissionen ernannt, um die Ursachen der Pogrome zu ergründen. Im Wesentlichen kamen diese Kommissionen zu dem Schluss, dass die Ursache der Pogrome in der „jüdischen Ausbeutung“ läge. Aufgrund dieser Ergebnisse wurden im Mai 1882 die Zeitweiligen Gesetze erlassen, welche den Juden verboten, sich außerhalb von Städten und Kleinstädten niederzulassen (siehe Maigesetze). Als Reaktion darauf kam es zu einem Ansturm jüdischer Schüler auf Mittel- und Hochschulen, worauf in einem neuen Gesetz 1886 der Anteil jüdischer Studenten in Sekundarschulen und Universitäten innerhalb des Ansiedlungsrayons auf 10 Prozent und außerhalb auf 3–5 Prozent beschränkt wurde. Dieser Numerus clausus trug viel zur Radikalisierung der jüdischen Jugend bei. Obwohl die Pogrome 1884 zu einem Ende gekommen waren, blieben administrative Beschränkungen weiterhin bestehen. 1891 begann die systematische Vertreibung der meisten Juden aus Moskau. Von Konstantin Pobedonoszew, dem persönlichen Berater von Zar Alexander III., ist folgender Ausspruch überliefert: Ein Drittel (der russischen Juden) wird sterben, ein Drittel wird auswandern, und das letzte Drittel wird im russischen Volk völlig assimiliert werden.

### Nikolaus II.

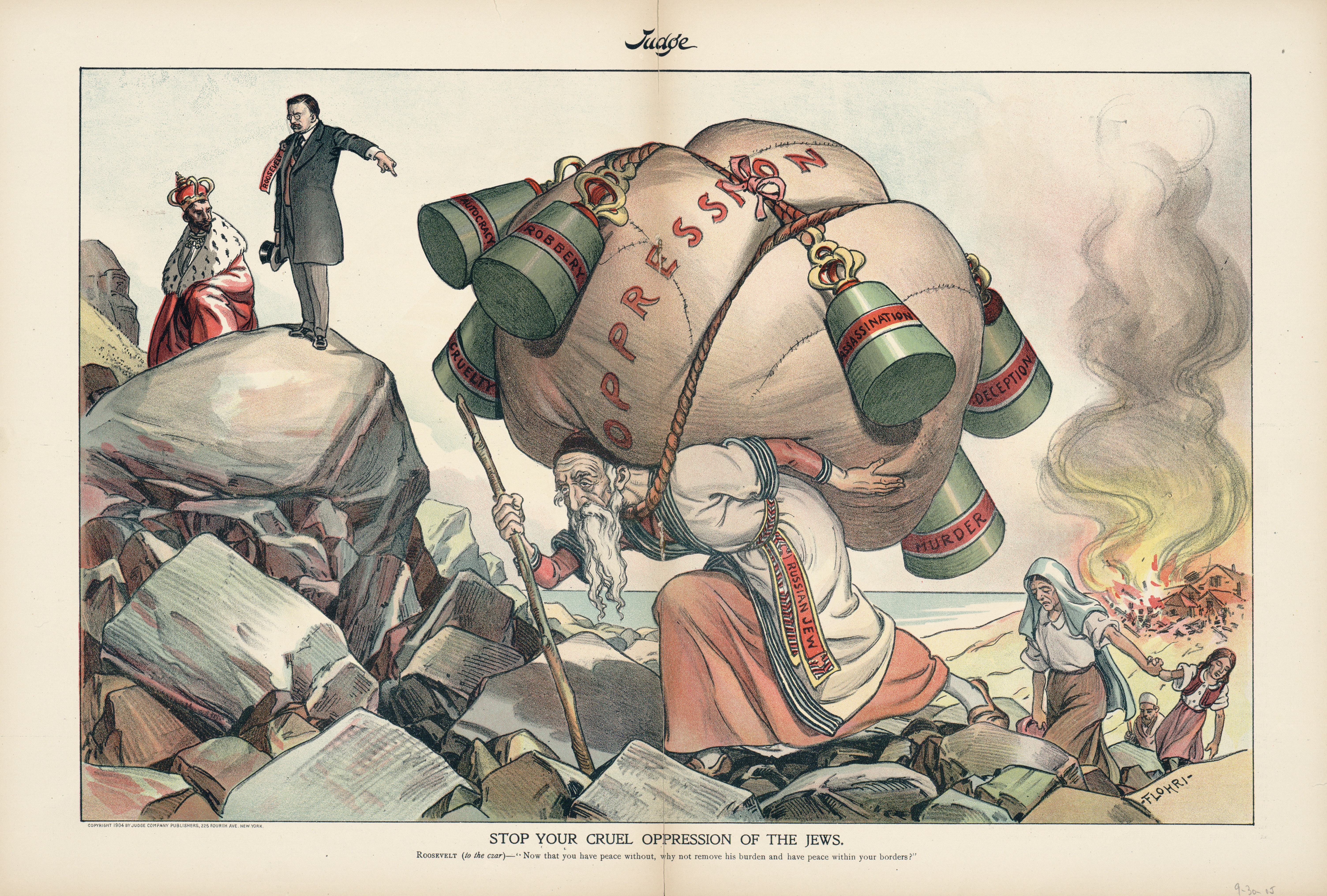
Farbige Lithografie aus dem Jahr 1904 zur Situation der Juden im Russischen Reich.

Die judenfeindliche Politik Alexanders III. setzte sich auch unter dessen Nachfolger Nikolaus II. fort. Als Reaktion auf die anwachsende revolutionäre Bewegung, in der jüdische Jugendliche eine zunehmende Rolle spielten, ließ die Regierung in der Presse, die strengen Zensurbestimmungen unterworfen war, hemmungslose antisemitische Propaganda verbreiten.
In der Regierungszeit von Nikolaus II. fanden zahlreiche Pogrome statt: während Pessach 1903 in Kischinjow, und 1906 in Białystok und Siedlce. Die Errichtung der kaiserlichen Duma nach dem Petersburger Blutsonntag brachte keine Verbesserung der Situation. In der ersten Duma von 1906 waren 12 der 497 Abgeordneten jüdisch. Ihnen standen mächtige rechtsgerichtete Parteien wie der „Bund des russischen Volkes“ und mit diesen verbündete Gruppierungen gegenüber, die öffentlich die Eliminierung des russischen Judentums forderten. Im Spätsommer 1903 erschien erstmals die Hetzschrift „Protokolle der Weisen von Zion“. 1921 veröffentlichte die Times einen ausführlichen Beweis, dass der gesamte Text ein böswilliges Phantasieprodukt war. Dies blieb aber weitgehend folgenlos.
Die NSDAP nutzte die Protokolle ab 1921 ausgiebig für NS-Propaganda und Adolf Hitler verbreitete dieses Gedankengut in Mein Kampf.
Die Pogrome und restriktiven Erlasse sowie der administrative Druck führten zu einer Massenauswanderung. Zwischen 1881 und 1914 verließen etwa zwei Millionen Juden Russland, viele von ihnen emigrierten in die Vereinigten Staaten. Allerdings nahm die jüdische Bevölkerung Russlands infolge der hohen Geburtenrate nicht ab. Emigranten schickten aus ihren neuen Heimatländern Geld an ihre Verwandten, um deren wirtschaftliche Situation zu verbessern. Zur Regelung dieser massenhaften Auswanderung wurden verschiedene Projekte unternommen. Das bedeutendste Vorhaben stammte vom jüdischen Philanthropen Maurice de Hirsch, der 1891 mit der russischen Regierung eine Vereinbarung zur Übersiedelung von drei Millionen Juden innerhalb von 25 Jahren nach Argentinien traf und zu diesem Zweck die Jewish Colonization Association (ICA) gründete. Das Argentinien-Projekt kam zwar nicht zur Ausführung, die ICA konnte aber landwirtschaftliche Ansiedlungsprojekte von Juden in den Auswanderungsländern und auch in Russland selbst fördern. Auch das Britische Uganda-Programm für auswanderungswillige russische Juden wurde nicht umgesetzt.

### Die Februarrevolution
Die neun Monate nach der Februarrevolution 1917 bildeten in der Geschichte des russischen Judentums eine kurze Blütezeit. Am 16. März 1917 hob die bürgerliche provisorische Regierung als eine ihrer ersten Maßnahmen sämtliche Beschränkungen gegen Juden auf und erteilte ihnen gleichzeitig die Möglichkeit, in der Verwaltung tätig zu sein, als Rechtsanwälte zu praktizieren und in der Armee aufzusteigen. Die russischen Juden beteiligten sich aktiv an der Revolution und nahmen am aufblühenden politischen Leben teil. Auch die zionistische Bewegung verzeichnete großen Zulauf. Im Mai 1917 wurde die siebte Konferenz russischer Zionisten in Petrograd abgehalten, an der 140.000 Mitglieder vertreten waren. In vielen russischen Städten bildeten sich Jugendgruppen unter dem Namen Hechalutz („Der Pionier“), die sich auf die Auswanderung (Alija) nach Palästina vorbereiteten. Im November 1917 wurde die Nachricht der Unterzeichnung der Balfour-Deklaration mit Begeisterung aufgenommen.

## Sowjetunion

### Russischer Bürgerkrieg
Nach der siegreichen Oktoberrevolution 1917 brach in Russland ein Bürgerkrieg zwischen den Bolschewiki bzw. der neugegründeten Roten Armee und der Weißen Bewegung bzw. der Weißen Armee aus, der bis ca. 1921 andauerte. Mehrere Parteien bekämpften sich gegenseitig: die ukrainische Armee unter dem Kommando von Symon Petljura, der sich marodierende Bauernbanden anschlossen; die Rote Armee, in der ebenfalls zahlreiche ukrainische Einheiten vertreten waren; die konterrevolutionäre Weiße Armee mit zahlreichen Kosaken unter dem Kommando von Anton Denikin sowie unabhängige Einheiten wie beispielsweise die Machnowschtschina, gegründet von Nestor Machno. Besonders in der Ukraine kam es zu Massakern und zahllosen Pogromen. Zu Beginn des Jahres 1919 massakrierte die ukrainische Armee während ihres Rückzugs vor der Roten Armee Juden in Berditschew, Schytomyr und Proskurow, wo Soldaten innerhalb einiger Stunden etwa 1700 Menschen ermordeten. Beim Vormarsch der Weißen Armee aus der Don-Region Richtung Moskau im Sommer 1919 wurden bei einem Pogrom in Fastow 1500 Menschen ermordet. Simon Dubnow schätzte, dass in dieser Zeit in der Ukraine über tausend Pogrome entflammten, wobei 530 Gemeinden angegriffen wurden. Es gab über 60.000 Tote und sehr viele Verletzte. Gunnar Heinsohn spricht von mehr als zweitausend Pogromen in der Ukraine (inklusive der polnischen Ukraine), 30.000 Toten und Hunderttausenden Verletzten, von denen weitere 120.000 an den erlittenen Verletzungen starben. Der Historiker Orlando Figes geht von 1200 Pogromen mit 150.000 Toten zwischen 1919 und 1920 aus.

### Unter der Sowjetunion
Ende 1922 wurden die Grenzen der Sowjetunion festgelegt. Zahlreiche Juden, die früher im Russischen Reich gelebt hatten, blieben jetzt in den Staaten, die sich davon losgelöst hatten (Polen, Litauen, Lettland, Estland und Bessarabien, das sich mit Rumänien vereinigte), so dass in der Sowjetunion selbst nur noch 2,5 Mio. Juden lebten. Das Schicksal der Juden wurde von nun an in großem Maße von der Kommunistischen Partei bestimmt. Für die Bolschewiki waren Integration und Assimilation der einzig gangbare Weg zur Lösung der jüdischen Frage. Lenin sah keine Basis für eine separate jüdische Nation, und Josef Stalin hatte schon 1913 in „Marxismus und die nationale Frage“ erklärt, eine Nation sei eine stabile Gemeinschaft von Menschen, die durch einen historischen Prozess entstanden sei und sich auf der Basis einer gemeinsamen Sprache, gemeinsamen Territoriums und wirtschaftlichen Lebens entwickelt habe; da bei den Juden keine solche gemeinsame Basis vorhanden sei, seien sie nur eine „Nation auf dem Papier“ und die gesellschaftliche Entwicklung führe deshalb notwendigerweise zu ihrer Assimilation. Die neue Regierung gewann durch ihre Bekämpfung von Antisemitismus und Pogromen schnell die Sympathien der jüdischen Massen, deren Überleben von ihrem Sieg abhing. Jüdische Jugendliche traten begeistert der Roten Armee bei und beteiligten sich an ihrem Aufbau; einer ihrer Gründer war Leo Trotzki. In den revolutionären Kadern waren zahlreiche Juden tätig.
Das bolschewistische Regime führte jedoch zum völligen wirtschaftlichen Ruin der jüdischen Massen, von denen die meisten dem städtischen Kleinbürgertum angehörten. Durch die Abschaffung von Privathandel und Privatbesitz und die Aufhebung des Status von Kleinstädten als Vermittler zwischen Bauerndörfern und Großstädten sahen sich Hunderttausende jüdischer Familien ihrer Lebensgrundlage beraubt. Etwa 300.000 Juden wanderten in den Zwanzigerjahren nach Litauen, Lettland, Polen und Rumänien aus. Der Abschluss des Bürgerkriegs und die Einführung der Neuen Ökonomischen Politik (NEP) führten zunächst zu einer gewissen Beruhigung der Lage, doch die wirtschaftlichen Perspektiven der meisten Juden im Bereich der Sowjetunion waren hoffnungslos zerstört.
Die geistigen Grundlagen der jüdischen Kultur wurden von der KP ebenfalls zerstört. Zwischen 1918 und 1923 wurden unter der Führung des Kriegsveteranen Simon Dimantstein innerhalb der KP jüdische Sektionen („Jewsekzija“) errichtet. Ihre Aufgabe war der Aufbau einer „jüdischen proletarischen Kultur“, die nach den Worten von Stalin „national in der Form und sozialistisch im Inhalt“ sein sollte. Dies bedeutete die Bekämpfung von jüdischer Religion, Tanachstudium, der zionistischen Bewegung und der hebräischen Sprache. Im Juni 1921 verließen einige hebräische Autoren unter Leitung von Chaim Nachman Bialik und Saul Tschernichowski Russland, und einige Jahre später emigrierte das Nationaltheater Habima, das ein hohes Niveau erreicht hatte und während einiger Jahre von Persönlichkeiten wie Maxim Gorki geschützt worden war, nach Palästina. Andererseits wurden jiddische Sprache und Literatur offiziell gefördert. Es gab drei bedeutende jiddische Zeitungen: Emess („Wahrheit“, 1920–39 in Moskau), Schtern (1925–41 in der Ukraine) und Oktjabr („Oktober“, 1925–1941 in Weißrussland). Auch der Aufbau eines jiddischen Schulsystems wurde gefördert. 1932 besuchten 160.000 jüdische Kinder in der Sowjetunion eine jiddischsprachige Schule. Doch wegen des Mangels an höheren Ausbildungsmöglichkeiten in Jiddisch und der zunehmend minderheitenfeindlichen Politik Stalins wurden in den folgenden Jahren im ganzen Land diese Schulen geschlossen.
Als sowjetische Alternative zum Zionismus wurden in den 1920er Jahren in der Ukraine und auf der Krim zahlreiche jüdische landwirtschaftliche Siedlungen gegründet. Da dies jedoch den Bedürfnissen nicht genügte, beschloss die Regierung 1928, Juden im dünn besiedelten Gebiet um Birobidschan im Osten Russlands anzusiedeln, wo 1934 die Jüdische Autonome Oblast ausgerufen wurde. Für das Gebiet RSFSR ergab die Volkszählung 1939 rund 956.000 Juden.

### Transit der Juden aus Polen nach Japan

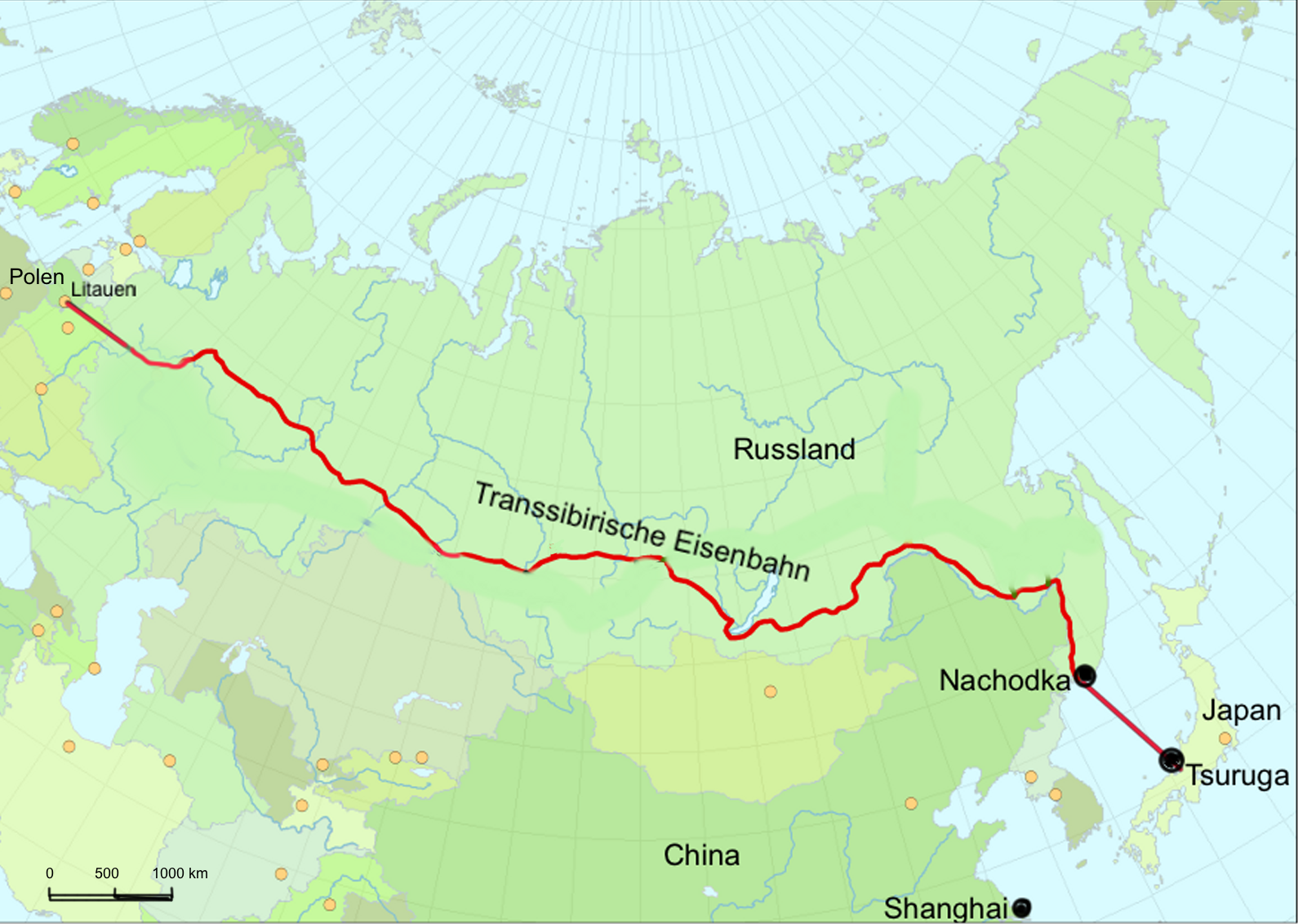
Fluchtroute über 10.000 km aus Litauen mit der transsibirischen Eisenbahn nach Nachodka und per Schiff nach Tsuruga.

Nach dem deutschen Überfall auf Polen 1939 flohen ungefähr 10.000 polnische Juden in das neutrale Litauen. Chiune Sugihara (1900–1986), der Konsul des japanischen Kaiserreiches in Litauen, trug dem stellvertretenden Volkskommissar für Auswärtige Beziehungen, Wladimir Dekanosow, der als Beauftragter der Moskauer Parteiführung für die Sowjetisierung Litauens zuständig war, den Plan vor, die jüdischen Antragsteller, die nach Japan ausreisen wollten, mit der Transsibirischen Eisenbahn bis an die Pazifikküste nach Nachodka (russisch Нахо́дка) zu schicken und von dort nach Japan ausreisen zu lassen. Stalin und Volkskommissar Molotow genehmigten den Plan, am 12. Dezember 1940 fasste das Politbüro einen entsprechenden Beschluss, der sich zunächst auf 1991 Personen erstreckte. Nach den sowjetischen Akten reisten letztlich bis August 1941 von Litauen über Sibirien rund 3500 Personen aus, um mit dem Schiff nach Tsuruga in Japan überzusetzen und von dort nach Kōbe oder Yokohama weiterzureisen. Etwa 5000 der Flüchtlinge erhielten ein japanisches Visum von Chiune Sugihara, mit dem sie zu den Niederländischen Antillen reisen sollten. Für die übrigen Juden ignorierte Sugihara jedoch den Befehl nur Transitvisa auszustellen und erteilte Tausenden von Juden ein Einreisevisum und nicht nur ein Transitvisum nach Japan, womit er zwar seine Karriere aufs Spiel gesetzt, aber dadurch diesen Juden das Leben gerettet hat. Nach dem deutschen Überfall auf die Sowjetunion 1941 gab es keinen Schiffsverkehr zwischen Japan und der Sowjetunion mehr, so dass der Flüchtlingsstrom vom sibirischen Festland zum Erliegen kam.

### Im Zweiten Weltkrieg
Das bedeutendste Ereignis zu Beginn des Zweiten Weltkrieges war für die Juden die sowjetische Besetzung Ostpolens 1939–1941, wodurch 2,17 Millionen Juden neu unter sowjetischen Einflussbereich gerieten. Zunächst wurde an der Universität Wilna ein Lehrstuhl für jiddische Sprache und Literatur errichtet; bald darauf wurden aber jüdische Schulen geschlossen und viele Flüchtlinge aus dem westlichen Polen wurden nach Sibirien deportiert. Nach den Massenverhaftungen von Juden und Nichtjuden im Frühling 1941 berichtete die sowjetische Presse kaum über die Gräueltaten Deutschlands im Generalgouvernement Polen und im Deutschen Reich, mit dem Stalin einen Nichtangriffspakt unterzeichnet hatte, so dass nur wenige Juden in der Sowjetunion auf die kommenden Ereignisse vorbereitet waren.
In den ersten Wochen nach dem Überfall auf die Sowjetunion eroberten deutsche Truppen das gesamte Territorium, das 1939/40 von der Sowjetunion annektiert worden war. Wilna fiel am 25. Juni 1941, Minsk am 28. Juni, Riga am 1. Juli, Witebsk und Schitomir am 9. Juli und Chișinău  am 16. Juli. Von den insgesamt vier Millionen Juden, die im Frühling 1941 auf dem später von Deutschen besetzten Gebiet gewohnt hatten, wurden etwa drei Millionen ermordet.
Die Aufgabe der systematischen Ermordung von Juden lag in den Händen von vier zu diesem Zweck gebildeten Einsatzgruppen, die aus der SS, dem Sicherheitsdienst, der Gestapo sowie der Kriminal- und Ordnungspolizei rekrutiert wurden. Der Kommissarbefehl vom 6. Juni 1941 enthielt den Auftrag, nach dem Einmarsch der deutschen Truppen in die Sowjetunion die besetzten Gebiete von allen sogenannten unerwünschten Elementen zu säubern: politische Kommissare, aktive Kommunisten und vor allem Juden. Die deutsche Wehrmacht belieferte die Einsatzgruppen mit Personal, Logistik und Waffen. Am 10. Oktober 1941 rief Generalfeldmarschall Reichenau im „Reichenau-Befehl“ seine Soldaten unverhohlen zur Ermordung von Juden auf:
Der Soldat ist im Ostraum nicht nur ein Kämpfer nach den Regeln der Kriegskunst, sondern auch Träger einer unerbittlichen völkischen Idee und der Rächer für alle Bestialitäten, die deutschem und artverwandtem Volkstum zugefügt wurden.
Deshalb muß der Soldat für die Notwendigkeit der harten, aber gerechten Sühne am jüdischen Untermenschentum volles Verständnis haben.
Sie hat den weiteren Zweck, Erhebungen im Rücken der Wehrmacht, die erfahrungsgemäß stets von Juden angezettelt wurden, im Keime zu ersticken.
Adolf Hitler bezeichnete den Reichenau-Befehl als „ausgezeichnet“ und befahl allen Armeekommandanten an der Sowjetfront, Reichenaus Beispiel zu folgen.
An der Ausrottung der Juden beteiligte sich auch die einheimische Bevölkerung. Die Kollaboration wurde von den Deutschen gefördert, indem sie beispielsweise der einheimischen Bevölkerung die Häuser und den Besitz der zu ermordenden Juden zuteilten. Andererseits gab es auch einige wenige Versuche, Juden zu retten. Ein Beispiel dafür ist der Metropolit Scheptitzki, Oberhaupt der ukrainischen Kirche, der mit Hilfe von Mönchen Juden in Klöstern versteckte. Auch in Wilna wurden ähnliche Anstrengungen unternommen. Die herrschenden Bedingungen behinderten aber den Erfolg dieser Bemühungen. Die nationalsozialistischen Ausrottungsmethoden waren von Ort zu Ort verschieden. Vielfach fanden die Ausrottungsaktionen unmittelbar nach der deutschen Besetzung statt. In Kiew wurden in zwei Tagen, am 29. und 30. September 1941, 33.779 jüdische Männer, Frauen und Kinder im Tal von Babyn Jar erschossen. In Odessa ermordeten deutsche und rumänische Truppen vom 23. bis zum 26. Oktober 1941 als Rache für die Zerstörung des dortigen rumänischen Hauptquartiers 26.000 Juden, von denen viele gehängt oder verbrannt wurden (Massaker von Odessa). In der besetzten Sowjetunion wurde mit neuen Methoden zur Ermordung von Juden experimentiert. Eine solche Methode war die Tötung in geschlossenen Lastwagen, die vorgeblich zum Transport dienten, deren Passagiere jedoch vergast wurden. In Fällen, wo die Vernichtung nicht in den ersten Tagen nach der Besetzung abgeschlossen werden konnte, wurden an Stadträndern vorübergehend Konzentrationslager als „Jüdische Wohnbezirke“ (Ghettos) errichtet, die von einem Judenrat geleitet und später liquidiert wurden (siehe dazu auch Vernichtungslager Maly Trostinez).
Während des Zweiten Weltkriegs zeichneten sich die jüdischen Soldaten der Roten Armee durch außergewöhnliche Loyalität gegenüber der Sowjetunion aus. Von den 500.000 Juden, die in der sowjetischen Armee dienten, fielen etwa 200.000 im Kampf. Etwa 60.000 jüdische Soldaten erhielten während des Krieges Auszeichnungen, 145 wurden als Held der Sowjetunion geehrt, die höchste Auszeichnung der Sowjetunion. Zwischen 10.000 und 20.000 Juden beteiligten sich aktiv an der Partisanenbewegung, so Abba Kovner, Jitzchak Wittenberg und die Bielski-Partisanen. Etwa ein Drittel davon fiel im Kampf gegen die Deutschen. Nach der Rückgewinnung der von den Deutschen besetzten Gebiete wurden jüdische Partisanen von der Roten Armee mobilisiert und beteiligten sich an der Schlacht um Berlin. Das Jüdische Antifaschistische Komitee war zwar in die sowjetische Kriegspropaganda eingebunden, diente aber gleichzeitig bis zu seiner Auflösung im Jahre 1949 als inoffizielle Vertretung des sowjetischen Judentums.

### Verfolgungen im Stalinregime

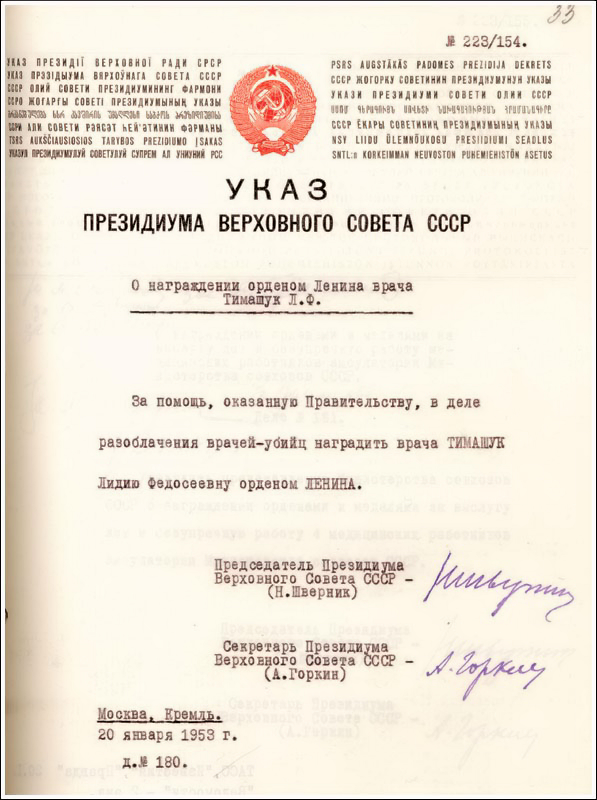
Mit diesem sowjetischen Ukas vom 20. Januar 1953 wird Lidiya Timaschuk für das Enttarnen von „Ärzten als Mördern“ mit dem Leninorden belohnt.

Nach dem Zweiten Weltkrieg schien sich die Lage der Juden in der Sowjetunion zunächst zu bessern. Es wurden Gerüchte verbreitet, auf der Halbinsel Krim werde eine „Jüdische Republik“ für Holocaust-Überlebende gegründet, zahlreiche jiddische Bücher wurden neu aufgelegt, die jüdische Ansiedlung in Birobidschan wurde verstärkt, und die Rede von Andrei Gromyko an der UNO-Generalversammlung vom 14. Mai 1947 weckte Hoffnungen auf eine Unterstützung des entstehenden Staates Israel. Doch plötzlich änderte sich das Klima vollständig. Im Januar 1948 starb Solomon Michoels, der Vorsitzende des jüdischen Antifaschistischen Komitees, unter mysteriösen Umständen bei einem Autounfall in Minsk. Am 20. November 1948 wurde die Publikation von Ejnikejt, dem offiziellen Organ des Jüdischen Antifaschistischen Komitees, eingestellt. Zur selben Zeit wurden sämtliche jüdischen kulturellen Einrichtungen in der Sowjetunion liquidiert. Im November 1949 wurde das antifaschistische Komitee aufgelöst und seine Mitglieder wurden verhaftet. Sowjetische Zeitungen führten eine aggressive Kampagne gegen „wurzellose Kosmopoliten“, womit in aller Regel Juden gemeint waren. 25 führende Mitglieder des antifaschistischen Komitees wurden der Zusammenarbeit mit dem Zionismus und dem amerikanischen Imperialismus angeklagt, wobei das „Krim-Projekt“ als „imperialistische Verschwörung“ zur Abspaltung der Krim von der UdSSR dargestellt wurde; die meisten Angeklagten, mit Ausnahme von Lina Stern, wurden am 12. August 1952 im Geheimen hingerichtet.
Der Antisemitismus drückte sich auch in der unterdrückten Aufarbeitung der Shoa aus. Das Jüdische Antifaschistische Komitee sammelte auf Anregung von Albert Einstein seit Sommer 1943 Dokumente über die Ermordung der Juden auf dem Gebiet der besetzten Sowjetunion, um ein entsprechendes „Schwarzbuch“ dazu zu veröffentlichen. Das Projekt wurde zunächst von Ilja Ehrenburg, dann von Wassili Grossman geleitet. Die Zensurbehörden der Sowjetunion unterbanden jedoch eine Publikation mit dem Argument, das Schicksal der Juden werde gegenüber dem der einfachen sowjetischen Bürger in unzulässiger Weise hervorgehoben. Das Schwarzbuch konnte nie in der Sowjetunion und erst 1980 in einem israelischen Verlag erscheinen (hier fehlten allerdings die Berichte aus Litauen). Die erste vollständige Ausgabe wurde in deutscher Sprache 1994 publiziert.
Am 13. Januar 1953 kündigte die Regierung die Verhaftung einer Gruppe von prominenten Ärzten an, von denen die meisten jüdisch waren. Sie wurden angeklagt, in der sogenannten Ärzteverschwörung mittels falscher medizinischer Behandlungsmethoden Regierungsmitglieder umgebracht zu haben und weitere Ermordungen zu planen. Eine antisemitische Welle durchzog das Land. Viele Juden verloren ihre Stelle, und Gerüchte von bevorstehenden Massendeportationen nach Sibirien begannen sich zu verbreiten. Der Zeitraum von 1948 bis zu Stalins Tod am 5. März 1953 wird „Schwarze Jahre“ genannt. Von 1948 bis 1952 wurden alle jüdischen nationalen Institutionen fast komplett vernichtet. Ein religiöses Leben konnte nur in bescheidenem Rahmen weiterbestehen. Anfang der 1960er Jahre kam es im Rahmen der Religionsverfolgung unter Chruschtschow zu einer Massenschließung von Synagogen. Während auf dem wesentlich kleineren Territorium der Sowjetunion von 1926 noch 1.100 aktive Synagogen bestanden, waren es 1956 nur noch 450 und 1988 noch etwa 100.
Die Volkszählungen zeigen einen Rückgang der jüdischen Bevölkerung: 1970 waren es nur noch 792.000, 1979 war die Zahl auf 692.000 gesunken.

### Beziehungen mit Israel
Die sowjetisch-israelischen Beziehungen waren von 1947 bis zur Auflösung der Sowjetunion von mannigfachen Änderungen gekennzeichnet, obwohl die eigentlichen Ziele stets dieselben blieben. Diese Ziele beruhten auf einer Kombination von drei Faktoren. Schon in der Zarenzeit hatte der Wunsch bestanden, dass Russland im Nahen Osten durch Ausspielen der gegnerischen Großmächte einen womöglich exklusiven Einfluss gewinnen sollte. Der zweite, ideologische Faktor war die führende Rolle der UdSSR in der kommunistischen Welt sowie im „anti-imperialistischen“ Kampf gegen den Westen. Drittens versuchte die sowjetische Regierung, die „Judenfrage“ innerhalb der UdSSR unter Ausschaltung des Staates Israel zu lösen.
Von 1947 bis Anfang 1949 waren die sowjetisch-israelischen Beziehungen zunächst ungetrübt. Im Rahmen der UNO unterstützte die Sowjetunion die Bildung eines jüdischen Staates in einem Teil von Palästina. Die Sowjetunion hatte großes Interesse an einem Rückzug Großbritanniens aus dem Völkerbundsmandatsgebiet Palästina und dem ganzen Nahen Osten. Sie hoffte, dieses Ziel mit der Errichtung eines jüdischen Staates zu erreichen und stimmte deshalb mit den USA am 29. Januar 1947 in der UNO-Generalversammlung für die Teilung Palästinas. Die UdSSR lieferte (über die Tschechoslowakei) Waffen an Israel, leistete Wirtschaftshilfe (über Polen) und ermöglichte zahlreichen Juden aus allen Ländern Osteuropas die Einwanderung nach Israel, mit Ausnahme aus der Sowjetunion selbst. Die Begeisterung der sowjetischen Juden für den neuen Staat Israel, die sich im September 1948 in einer Massendemonstration vor der Großen Moskauer Synagoge zum Empfang von Golda Meir, der ersten Botschafterin Israels in der Sowjetunion, ausdrückte, wurde jedoch bald gedämpft. Am 21. September 1948 veröffentlichte Ilja Ehrenburg in der Prawda eine Absage an das „ferne, kapitalistische“ Israel: Sowjetische Juden blicken nicht in den Nahen Osten, sie blicken in die Zukunft.
Zwischen 1949 und 1953, in einer Hochphase des Kalten Krieges, verschlechterten sich die sowjetisch-israelischen Beziehungen. Der Antisemitismus in der Sowjetunion und sowjetisch beherrschten Ländern kulminierte gegen Ende von Stalins Herrschaft in der Ärzteverschwörung und im Slánský-Prozess in Prag, wo der israelische Botschafter zur Persona non grata erklärt wurde. Die Sowjetunion unterstützte Israel in der UNO nicht mehr und die jüdische Auswanderung aus osteuropäischen Ländern kam zu einem Ende. Die Sowjetunion verweigerte ein israelisches Gesuch um technische Hilfe; die wirtschaftlichen Beziehungen erlitten jedoch keine großen Beeinträchtigungen. Im Februar 1953, etwa einen Monat vor Stalins Tod, diente die Explosion einer Bombe im Hof der sowjetischen Botschaft in Tel Aviv der UdSSR als Vorwand zu einem kurzfristigen Abbruch der diplomatischen Beziehungen mit Israel; im Juli 1953 wurden sie wieder aufgenommen.
Am 22. Januar 1954 stimmte die UdSSR zum ersten Mal im UNO-Sicherheitsrat gegen Israel. Die Beziehungen zu Israel erreichten ein neues Tief, als 1956 im Vorfeld des Sinaifeldzugs die Sowjetunion einseitig die wirtschaftlichen Vereinbarungen zwischen den beiden Ländern aufhob. Nachdem zwischen den beiden Ländern 1954 ein Handelsumsatz von über 3 Mio. US-Dollar verzeichnet wurde, sank dieser im folgenden Jahr um fast die Hälfte und verminderte sich 1956 noch weiter.
Am letzten Tag des Sechstagekriegs, dem 10. Juni 1967, brach die Sowjetunion die diplomatischen Beziehungen mit Israel ab. Die anderen Mitgliedstaaten des Warschauer Paktes, mit Ausnahme Rumäniens, folgten diesem Beispiel. Der unerwartet schnelle Sieg Israels im Sechstagekrieg war auch für die Sowjetunion eine enttäuschende Niederlage, auf die sie mit der Wiederbewaffnung Ägyptens und Syriens und der Unterstützung Ägyptens im Abnutzungskrieg gegen Israel reagierte, in der Hoffnung, damit deren Abhängigkeit von der Sowjetunion zu verstärken. Die Schlagworte „Sowjetisch-Arabisches Bündnis“ und „Israel, die Nazis der Gegenwart“ prägten in den letzten Jahrzehnten der Sowjetunion deren Beziehungen zu Israel.
Die anti-israelische und antisemitische Politik der Sowjetunion sowie das Ausreiseverbot für auswanderungswillige Juden stießen seit den frühen Sechzigerjahren auf zunehmende internationale Kritik. Zu Beginn des Jahres 1962 forderte der Philosoph Bertrand Russell in einem Telegramm an Chruschtschow, das von François Mauriac und Martin Buber mit unterzeichnet wurde, die Wiederherstellung sämtlicher Bürgerrechte für sowjetische Juden. Russells privater Briefwechsel mit Chruschtschow zu diesem Thema wurde im Februar 1963 in der britischen und der sowjetischen Presse sowie von Radio Moskau veröffentlicht, worauf ein scharfer Wortwechsel zwischen Chruschtschow und Russell folgte. Russell setzte sein Engagement für einzelne sowjetische Juden und die gesamte dortige jüdische Gemeinde fort, bis er seine öffentliche Tätigkeit 1968 aus Altersgründen aufgeben musste. In der Weltpresse erschienen in den folgenden Jahren immer mehr Berichte über die Situation der Juden in der Sowjetunion. Im Dezember 1970 wurde eine Gruppe von Juden, die meisten davon aus Riga (siehe Geschichte der Juden in Lettland#1945 bis heute), in einem Prozess in Leningrad angeklagt, die Entführung eines sowjetischen Flugzeugs nach Israel geplant zu haben. Auf die harten Urteile – unter anderem zwei Todesstrafen – folgten internationale Proteste, worauf die Todesstrafen in Haftstrafen umgewandelt und die übrigen Urteile ebenfalls abgemildert wurden. Ein prominenter Vertreter der „Refusniks“ (Personen, denen die Ausreise aus der Sowjetunion verweigert wurde) war in den 1970er und 1980er Jahren Anatoli Schtscharanski, der spätere Natan Scharanski.

### Perestroika
Nach dem Amtsantritt von Michail Gorbatschow im März 1985 und dem Beginn der von ihm ins Leben gerufenen Perestroika wurden die Ausreisebestimmungen gelockert.
Seit der deutschen Wiedervereinigung ist die Zuwanderung von russischen Juden nach Deutschland stark angestiegen. Am 12. April 1990 hatte die frei gewählte Volkskammer der DDR in einer gemeinsamen Erklärung aller Fraktionen die Bereitschaft verkündet, verfolgten Juden politisches Asyl zu gewähren. Daraufhin kamen im Sommer 1990 etwa 3000 sowjetische Juden in die DDR. Im Zuge der deutschen Wiedervereinigung hatte die Bundesregierung diese Regelung zunächst beendet. Schon 1988 hatte der damalige KPdSU-Generalsekretär Michail Gorbatschow in einer Vereinbarung mit Bundeskanzler Helmut Kohl seine Bereitschaft erklärt, angesichts des bevorstehenden Zerfalls der Sowjetunion jüdische Sowjetbürger nach Deutschland ausreisen zu lassen. Infolgedessen beschloss die Innenministerkonferenz am 9. Januar 1991, das Gesetz über Maßnahmen für im Rahmen humanitärer Hilfsaktionen aufgenommene Flüchtlinge (HumHAG) auch auf jüdische Emigranten aus den GUS-Staaten auszuweiten und so deren Zuwanderung erneut zu ermöglichen. In den folgenden Jahren wurden diese jüdischen Kontingentflüchtlinge auf Bundesländer und Landkreise in Deutschland verteilt. Bis 2003 stieg, vorwiegend durch diese Zuwanderung, die Zahl der Mitglieder jüdischer Gemeinden in Deutschland von etwa 30.000 auf 102.000 an.

## Russland nach 1991

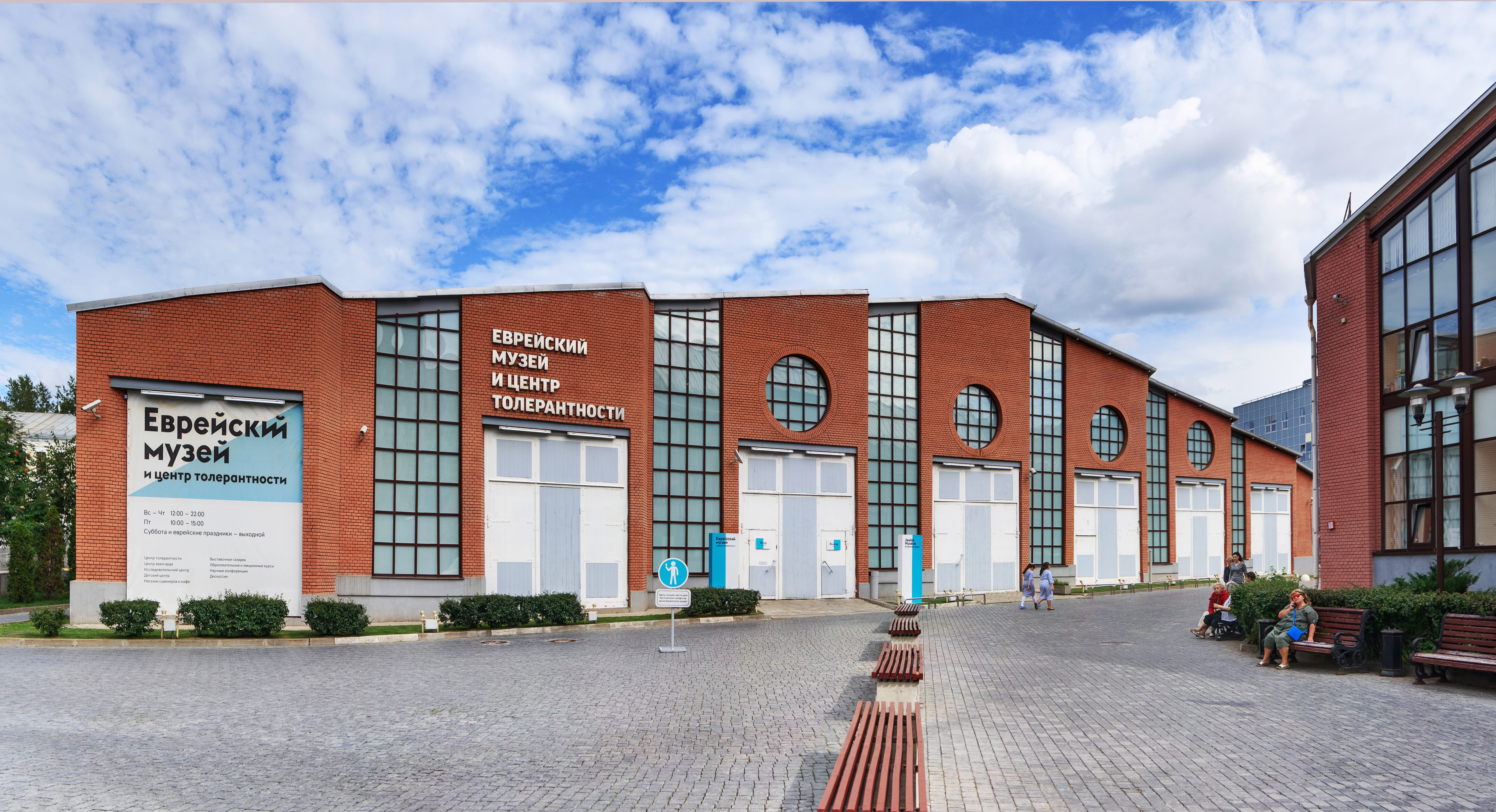
Jüdisches Museum und Toleranzzentrum in Moskau, 2012 eröffnet

Mit der Auflösung der Sowjetunion  emigrierten viele Juden nach Israel, wo von russischen Einwanderern die nationalistische Partei Jisra’el Beitenu gegründet wurde.
Seit dem Jahr 2000 waren die Zahlen der Auswanderung zeitweise rückläufig. Ein Grund dafür war der interreligiöse Dialog, der seit 2009 von Patriarch Kyrill I. betrieben wurde. Seitdem war die Situation für Juden in Russland verhältnismäßig sicher, auch wenn antisemitische Einstellungen in Russland weiter geäußert werden.
1999 förderte der damalige Ministerpräsident Putin mit Hilfe der mit ihm verbundenen Oligarchen Roman Abramowitsch und Lew Leview die Gründung des Bundes Russischer Jüdischer Gemeinden. Das Ziel war, die bisherige Dachorganisation der russischen Juden, den Russischen Jüdischen Kongress, abzulösen, dessen Vorsitzender der Oligarch Wladimir Gussinski war. Der zuvor vom Russischen Jüdischen Kongress gestellte Ober-Rabbiner Russlands verlor noch 1999 seine Anerkennung durch die Regierung, die an seiner Stelle den vom Bund Russischer Jüdischer Gemeinden nominierten Rabbi Berel Lasar der chassidischen Chabad-Gemeinde als obersten geistlichen Repräsentanten des Judentums in Russland anerkannte. Gussinski wurde 2000 auf Veranlassung des inzwischen zum Präsidenten gewählten Putin nach regierungskritischen Berichten seiner Fernsehsender verhaftet und ins Exil getrieben.
2015 wanderten 6600 Juden aus Russland nach Israel ab. Das waren 40 Prozent mehr als im Jahr 2014. 1959 lebten im sowjetischen Russland noch 2,2 Millionen Juden. Diese Zahl schrumpfte laut dem Zensus von 2010 bis auf 153.000. Im Jahr 2016 lebten ungefähr 135.000 Juden in Russland. Nach dem Beginn des russischen Überfalls auf die Ukraine 2022 kam es zu einer Auswanderungswelle. Nach Angaben der Jewish Agency for Israel verließen von März bis August 2022 etwa 20.500 Juden das Land, darunter auch Pinchas Goldschmidt, der bis Juli 2022 Oberrabbiner in Moskau war. Nach Ansicht einiger Historiker lag der Grund hierfür nicht in offenem Antisemitismus, sondern in der Sorge, dass die Juden Russlands wie so oft in der Vergangenheit in Krisenzeiten möglicherweise als Sündenbock oder Zielscheibe für staatliche Propaganda herhalten müssten. Im Dezember 2022 rief Goldschmidt die Juden in Russland zur Flucht auf: „Wir sehen einen wachsenden Antisemitismus, während Russland zu einer neuen Art von Sowjetunion zurückkehrt und Schritt für Schritt der Eiserne Vorhang wieder fällt. … Wenn wir auf die russische Geschichte zurückblicken, sah man, wann immer das politische System in Gefahr war, dass die Regierung versuchte, die Wut und Unzufriedenheit der Massen auf die jüdische Gemeinde umzulenken“, sagte Goldschmidt. „Wir haben das in zaristischen Zeiten und am Ende des stalinistischen Regimes gesehen.“